# Alfredo Bai
Alfredo Bai (Torino, 27 novembre 1913 – Borgata Durando di Trana, giugno 1980) è stato uno scultore italiano, ricordato per la sua opera principale, Il Cristo delle Vette, posta sulla cima del Monte Rosa.

## Biografia
A Torino conosce Rosina, qui emigrata da Piombino (LI), si sposano e danno alla luce prima Annibale nel 1934 e poi Luigi detto Gigi nel 1941. Lavorano entrambi all'Arsenale di Torino sino all'inizio della Seconda guerra mondiale.
Antifascista, si arruola nei partigiani operando nelle Valli di Lanzo sino alla Liberazione e alla conseguente fine della guerra.
Muore a Borgata Durando di Trana nel giugno 1980.

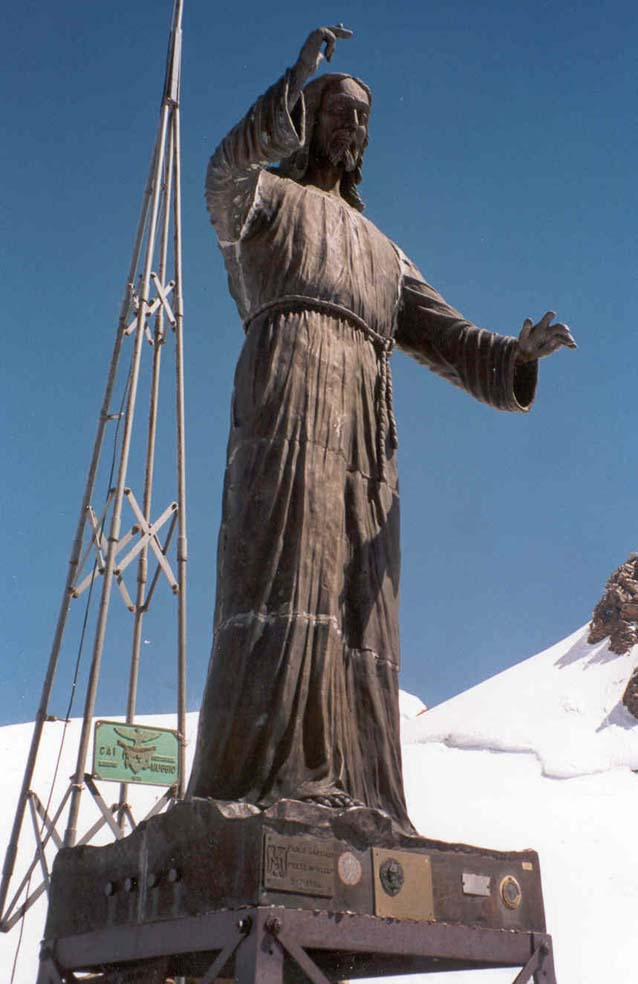

## La scultura e le opere principali
È negli anni '50 che scopre la sua vera vocazione: la scultura. Sono molte le sue opere in Piemonte;
- targa in bronzo "ricordo delle vittime di guerra, di grande formato, esposta vicino all'ingresso della Prefettura in Piazza Castello a Torino
- l’aquila simbolo dell’Artigliere esposta in un giardino comunale di Torino (fianco "Le Nuove")
- la statua di San Bernardino da Siena posta all'entrata dell'omonimo Borgata a Trana.
- la statua a grandezza reale di suo figlio Gigi presso la tomba di famiglia del cimitero di Trana,
- numerose opere in bronzo collocate in diverse piazze di Comuni piemontesi,
- busto di san Leonardo Murialdo collocato sulla vetta della Ciamarella.

## Il Cristo delle vette
La sua opera più significativa è senz'altro il Cristo delle Vette; statua in bronzo composta in varie parti alta 3,60 m e posta in cima al Balmenhorn (Monte Rosa) a 4167 m.
La genesi di quest'opera è legata a un voto di Bai. Combattente partigiano, Bai avrebbe eretto su qualche montagna, nel caso fosse sopravvissuto alla guerra, una statua a ricordo di tutti i caduti.
Non esistendo allora mezzi aerei adeguati per trasportare parti di statua pesanti fino a 125 kg, furono selezionati Alpini da ogni parte d'Italia per compiere questa impresa. Impresa che all'epoca ebbe molta risonanza e fu seguita con grande interesse dai media.
Alla Messa di benedizione dell'opera, celebrata dall'allora Cardinale di Torino Mons. Maurilio Fossati, nella Piazza di fronte alla Consolata, parteciparono migliaia di persone e l'evento fu seguito dal Cinegiornale di informazione, la Settimana Incom.
Il 4 settembre 1955 l'opera venne poi inaugurata sulla vetta del Balmenhorn.

Il Cristo delle vette fu eretto a perenne ricordo di tutte le guerre e monito contro di esse; in un periodo così devastato dai conflitti deve ancora rappresentare ciò che Alfredo Bai comunicò al mondo: 
(Alfredo Bai)
Con Deliberazione n.69 del 29 marzo 2007 il Consiglio regionale della Valle d'Aosta ha formalizzato la custodia morale dell'opera come da donazione decisa ed effettuata dagli eredi di Bai Alfredo al Consiglio regionale stesso.